# Осокин, Алексей Михайлович
Алексе́й Миха́йлович Осо́кин (род. 31 января 1975, Шадринск, Курганская область) — российский боксёр-профессионал, выступавший в супертяжёлой весовой категории. Чемпион России по боксу среди профессионалов в категории свыше 86 килограммов. Сыграл эпизодические роли в телесериалах. Депутат муниципального округа «Свердловское городское поселение» Всеволожского района Ленинградской области. Мастер спорта России по боксу. Генеральный директор ООО «АКБ» (спортивный клуб «Академия бокса») и ООО «Лидер».

## Биография
Алексей Осокин родился 31 января 1975 года в городе Шадринске Курганской области.
С 1982 по 1984 год учился в школе № 13 Шадринска (пос. Осеево).
В 1984 году семья переехала в микрорайон Красная Звезда посёлка имени Свердлова Всеволожского района Ленинградской области, где в спортивном зале Краснозвездинской средней школы в 1985 году начал заниматься боксом у тренера Гамлета Суримовича Арменяна.
В сентябре 1986 года Алексея Михайловича пригласили в Ленинградский Дворец Пионеров и школьников, СДЮШ ОР № 1. К тренеру, мастеру спорта СССР Геннадию Ивановичу Горбылёву. Тренируясь у Геннадия Ивановича Горбылёва, Алексей Осокин побеждал на различных соревнованиях городского и областного масштаба. Стал двукратным победителем первенства и кубка Ленинграда среди младших и средних юношей, заслужил звание кандидата в мастера спорта СССР.
В 1989 году пригласили для прохождения учёбы в Училище Олимпийского резерва № 2 (школа-интернат спортивного профиля № 545), к тренеру Мастеру спорта СССР Родионову Юрию Николаевичу, под руководством которого стал:
- Призёр первенства СССР среди старших юношей, город Ташкент, 1989 год.
- Призёр Чемпионата города Ленинграда, 1992 год.

Осенью 1992 года, начал работать тренером по боксу в школе посёлка Красная Звезда Всеволожского района Ленинградской области.
Чемпион Санкт-Петербурга в 1993 году. Был признан самым молодым чемпионом в данном соревновании.
Приказом комитета Российской Федерации по физической культуре № 229п от 31 декабря 1993 года присвоено звание Мастер спорта России по боксу.
Чемпион Санкт-Петербурга в 1994 году.
Первый профессиональный бой Алексей Осокин провёл 9 ноября 1996 в городе Нарва Эстония, соперник Андрей Кярстен, «менеджер» Олег Шалаев.
В 1997 году окончил Санкт-Петербургское училище олимпийского резерва № 2 по специальности физическая культура, присвоена квалификация тренер по спорту. Специализация — бокс.
В 1998 году поступил и в 2005 году окончил Санкт-Петербургский государственный университет промышленных технологий и дизайна по специальности инженер, специализация — выделка кожи для обуви.
Во время учёбы в СПб ГУТД Алексей трижды участвовал в бою за звание Чемпиона России среди профессионалов в супертяжёлой весовой категории. В первом бою уступил техническим нокаутом Николаю Валуеву. Во втором бою одержал победу, по единогласному решению судей, проведя двенадцати раундовый поединок, у претендента на титул Михаила Бекиша (Москва). В третьем поединке за звание Чемпиона России Алексей Осокин, встретился во дворце спорта «Юбилейный» с экс-Чемпионом России Юрием Николаевым. В очень тяжёлом, двенадцати раундовом поединке по единогласному решению судей, одержал победу. За карьеру профессионального боксёра Алексей Осокин провел 46 профессиональных боёв в которых, одержал семнадцать побед и одну ничью.
Алексей Осокин снимался в фильмах, работал инспектором ОСН ФСИН «Тайфун». Старшим уполномоченным СОБР «Балтийская таможня» Северо-Западного таможенного управления.
11 октября 2009 года избран депутатом Совета депутатов муниципального образования «Свердловское городское поселение» Всеволожского муниципального района Ленинградской области второго созыва. Выдвинут партией «Справедливая Россия». Возглавлял комиссию по делам молодежи, военно-патриотическому воспитанию, спорту, образованию и культуре. В 2013—2014 гг. работал тренером-преподавателем ФГОУ ВПО «Санкт-Петербургский Академический университет Научно-образовательный центр нанотехнологий Российской академии наук».
В 2014 году баллотировался в депутаты совета депутатов муниципального образования «Свердловское городское поселение» Всеволожского муниципального района Ленинградской области третьего созыва. Выдвинут Ленинградским областным отделением политической партии «Коммунистическая партия Российской Федерации». Член КПРФ.
В декабре 2015 года основал ООО «АКБ», где стал генеральным директором. Спортивный клуб «Академия бокса». Спортивный зал, в котором работают тренера профессионалы, увлечённые своим видом спорта под руководством Алексея Михайловича Осокина. В 2018 году основал ООО «Лидер», где стал генеральным директором.

## Фильмография
| Год  |   | Название                                        | Роль                        |
| ---- | - | ----------------------------------------------- | --------------------------- |
| 2001 | ф | Агентство НЛС                                   | старший сержант Хориков     |
| 2001 | ф | Бандитский Петербург. Фильм 3. Крах Антибиотика | телохранитель «Антибиотика» |
| 2001 | ф | Улицы разбитых фонарей — 3                      | Жора                        |
|      | ф | Агент национальной безопасности                 | Имя персонажа не указано    |
| 2013 | ф | Улицы разбитых фонарей — 13                     | начальник автопарка         |

## Результаты боёв
Двукратный чемпион Санкт-Петербурга, финалист Первенства СССР среди УОР.
В таблице перечислены результаты всех поединков боксёров.
В каждой строке указан результат поединка. Дополнительно номер поединка обозначен цветом, который обозначает итог поединка. Расшифровка обозначений и цветов представлена в нижеследующей таблице.
| Пример | Расшифровка                     |
| ------ | ------------------------------- |
|        | Победа                          |
|        | Ничья                           |
|        | Поражение                       |
|        | Планируемый поединок            |
|        | Поединок признан несостоявшимся |
| КО     | Нокаут                          |
| ТКО    | Технический нокаут              |
| PTS    | Решение судей (по очкам)        |
| UD     | Единогласное решение судей      |
| MD     | Решение большинства судей       |
| SD     | Раздельное решение судей        |
| RTD    | Отказ от продолжения боя        |
| DQ     | Дисквалификация                 |
| NC     | Поединок признан несостоявшимся |

| Бой     | Дата       | Соперник                                | Место боя                                                            | Результат | Данные о бое                                       |
| ------- | ---------- | --------------------------------------- | -------------------------------------------------------------------- | --------- | -------------------------------------------------- |
| 1       | 09.11.1996 | Андрей Кярстен                          | Sport Hall Energia, Нарва, Эстония                                   | UD        |                                                    |
| 2       | 28.11.1996 | Александр Васильев                      | Санкт-Петербург, Российская Федерация                                | PTS       |                                                    |
| 3       | 05.04.1997 | Алексей Ильин                           | Юбилейный, Санкт-Петербург, Российская Федерация                     | TKO       |                                                    |
| 4       | 24.05.1997 | Сергей Королёв                          | Москва, Российская Федерация                                         | TKO       |                                                    |
| 5       | 21.06.1997 | Сергей Щипачев                          | Пенза, Российская Федерация                                          | PTS       |                                                    |
| 6       | 27.09.1997 | Антон Тавзаев                           | Цирк, Москва, Российская Федерация                                   | PTS       |                                                    |
| 7       | 27.04.1998 | Marko Valtanen                          | Хельсинки, Финляндия                                                 | TKO       |                                                    |
| 8       | 02.05.1998 | Евгений Викторович Орлов                | Кронштадт, Санкт-Петербург, Российская Федерация                     | PTS       |                                                    |
| 9       | 24.11.1998 | Серик Онгарбаев                         | Гигантский зал, казино Конти, Санкт-Петербург, Российская Федерация  | TKO       |                                                    |
| 10      | 26.12.1998 | Сергей Третьяков                        | Санкт-Петербург, Российская Федерация                                | TKO       |                                                    |
| 11      | 22.01.1999 | Николай Сергеевич Валуев                | Гигантский зал, казино Конти, Санкт-Петербург, Российская Федерация  | TKO       | Бой за вакантный титул чемпиона России.            |
| 12      | 30.01.1999 | Ihar Sharapau                           | Борисов, Минская область, Республика Беларусь                        | UD        |                                                    |
| 13      | 28.08.1999 | Вильгельм Фишер                         | Штадтхалле, Бремен, Бремен, Германия                                 | TKO       |                                                    |
| 14      | 14.09.1999 | Igor Nedosenko                          | Sport Hall Energia, Нарва, Эстония                                   | UD        |                                                    |
| 15      | 16.10.1999 | Луан Красничи                           | Maysfield Leisure Centre, Белфаст, Северная Ирландия, Великобритания | TKO       |                                                    |
| 16      | 24.08.2000 | Михаил Бекиш                            | Санкт-Петербург, Российская Федерация                                | UD        | Бой за титул чемпиона России                       |
| 17      | 29.10.2000 | Юрий Николаев                           | Юбилейный, Санкт-Петербург, Российская Федерация                     | UD        | Бой за титул чемпиона России                       |
| 18      | 27.01.2001 | Уладзимир Вашкевич                      | Санкт-Петербург, Российская Федерация                                | TKO       |                                                    |
| 19      | 17.02.2001 | Mathew Ellis                            | York Hall, Bethnal Green, Лондон, Великобритания                     | PTS       |                                                    |
| 20      | 24.02.2001 | Джон Макдермотт                         | York Hall, Bethnal Green, Лондон, Великобритания                     | PTS       |                                                    |
| 21      | 14.07.2001 | Херби Хайд                              | York Hall, Bethnal Green, Лондон, Великобритания                     | TKO       |                                                    |
| 22      | 25.08.2001 | Виталий Николаевич Шкраба               | Реактор, Минск, Республика Беларусь                                  | MD        | Бой за титул чемпиона Беларуси                     |
| 23      | 28.10.2001 | Алексей Александрович Варакин           | Россия, Екатеринбург, Российская Федерация                           | SD        |                                                    |
| 24      | 20.12.2001 | Георгий Тарашевич Канделаки             | Гигантский зал, казино Конти, Санкт-Петербург, Российская Федерация  | UD        |                                                    |
| 25      | 21.03.2002 | Михаил Бекиш                            | Юбилейный, Санкт-Петербург, Российская Федерация                     | UD        |                                                    |
| 26      | 13.06.2002 | Владимир Данилович                      | Гигантский зал, казино Конти, Санкт-Петербург, Российская Федерация  | UD        |                                                    |
| 27      | 27.08.2002 | Хорхе Каваги                            | Гигантский зал, казино Конти, Санкт-Петербург, Российская Федерация  | TKO       | Бой за вакантный титул чемпиона мира по версии WBC |
| 28      | 22.02.2003 | Хорхе Каваги                            | Monumental Plaza de Toros México, Мехико, Мексика                    | KO        | Бой за титул чемпиона по версии WBO                |
| 29      | 12.06.2003 | Николай Попов                           | Самара, Российская Федерация                                         | SD        |                                                    |
| 30      | 17.10.2003 | Георгий Тарашевич Канделаки             | Дворец спорта, Тбилиси, Грузия                                       | TKO       |                                                    |
| 31      | 10.03.2004 | Султан-Ахмед Магомедсалихович Ибрагимов | Казино Кристалл, Москва, Российская Федерация                        | UD        | [ 6 ]                                              |
| 32      | 27.04.2004 | Сурен Калачян                           | Казино Кристалл, Москва, Российская Федерация                        | UD        |                                                    |
| 33      | 22.01.2005 | Олег Платов                             | Salle Belle-Vue, Динан, Бельгия                                      | UD        |                                                    |
| 34      | 03.06.2005 | Виталий Григорьев                       | Цирк, Львов, Украина                                                 | UD        |                                                    |
| 35      | 24.09.2005 | Томаш Бонин                             | Мысловице, Силезское воеводство, Польша                              | UD        |                                                    |
| 36      | 23.03.2006 | Ондрей Пала                             | Pyramida Hotel, Прага, Чехия                                         | PTS       |                                                    |
| 37      | 15.04.2006 | Тарас Александрович Биденко             | Maritim Hotel, Магдебург, Саксония-Анхальт, Германия                 | UD        |                                                    |
| 38      | 25.05.2006 | Алексей Иванович Соловьёв               | Пирамида, Казань, Российская Федерация                               | UD        |                                                    |
| 39      | 11.11.2006 | Паоло Видоц                             | Камизано-Вичентино, Виченца, Венеция, Италия                         | UD        |                                                    |
| 40      | 21.06.2007 | Сергей Байков                           | Гладиатор, Санкт-Петербург, Российская Федерация                     | TKO       |                                                    |
| 41 (39) | 23.08.2007 | Седрак Агагулян                         | Водолей, Екатеринбург, Российская Федерация                          | TKO       | [ 7 ]                                              |
| 42      | 27.10.2007 | Вячеслав Пыршев                         | Олимпик, Санкт-Петербург, Российская Федерация                       | KO        | [ 8 ]                                              |
| 43      | 15.11.2007 | Вадим Аникеев                           | Гигантский зал, казино Конти, Санкт-Петербург, Российская Федерация  | TKO       | [ 9 ]                                              |
| 44      | 13.03.2008 | Павел Барышников                        | Гигантский зал, казино Конти, Санкт-Петербург, Российская Федерация  | KO        | [ 10 ]                                             |
| 45      | 12.04.2008 | Седрак Агагулян                         | Гигантский зал, казино Конти, Санкт-Петербург, Российская Федерация  | TKO       | [ 11 ]                                             |
| 46      | 03.10.2008 | Седрак Агагулян                         | Гигантский зал, казино Конти, Санкт-Петербург, Российская Федерация  | TKO       |                                                    |